# یعقوب بت
یعقوب بت (انگلیسی: Yaqoob Butt؛ زادهٔ ۹ سپتامبر ۱۹۸۸) بازیکن فوتبال اهل پاکستان است.
وی همچنین در تیم ملی فوتبال پاکستان بازی کرده است.